# 井上邦雄
井上 邦雄（いのうえ くにお、1948年〈昭和23年〉8月22日 - ）は、日本のヤクザ。特定抗争指定暴力団・神戸山口組組長。大分県日田市出身。

## 来歴

### 生い立ち
1948年（昭和23年）8月、大分県に生まれる。野球好きな少年だったが高校を喧嘩沙汰で中退し、素行の悪さに業を煮やした母親により、山口組系山健組傘下の中野会に預けられる。しばらくして、同じ山健組系列の健竜会に移った。

### 健竜会での活動
1975年（昭和50年）、初代健竜会に愛芳会（あいほうかい）を設立し、健竜会理事長補佐に就任した。
1978年（昭和53年）、山口組三代目・田岡一雄が松田組系組員に狙撃されたベラミ事件を受けて、初代山健組は松田組への報復に参戦。

同年9月2日、和歌山市内の松田組系西口組組長・西口善夫の自宅で警備中の組員2人が健竜会組員に銃撃される。井上はこの事件の首謀者として起訴され、懲役17年の判決を受ける。この服役中に初代山健組直参に昇格した。
2000年（平成12年）に出所後、四代目健竜会会長となり三代目山健組若頭補佐と兼務しながら活動し続けた。

### 山健組跡目継承から六代目山口組直参へ
2003年（平成15年）5月に三代目山健組若頭に就任し、2年後の2005年（平成17年）8月には山健組四代目を継承し、六代目山口組直参に昇格、役職は幹部からのスタートだった。また同年12月4日、六代目山口組若頭補佐に就任する。

### 六代目山口組離脱・新団体神戸山口組設立へ
2015年（平成27年）8月、二代目宅見組組長・入江禎や池田組組長・池田孝志らと共に六代目山口組を離脱する。井上は、この時離脱した十数に及ぶ山口組二次団体を纏めて新団体・神戸山口組を結成し、組長に就任した。
一連の動きに際して、六代目山口組から即座に絶縁処分を受けた。
2018年（平成30年）5月、山健組の跡目を五代目健竜会会長・中田浩司へ譲った。これにより、神戸山口組（一次団体）と山健組（二次団体）のトップを兼務していた状態が解消された。

### 五代目山健組の離脱、及び、六代目山口組に帰参
2020年7月、五代目山健組が神戸山口組を離脱、組員の一部は神戸山口組に残留した。五代目山健組は一本独鈷（独立組織）となった。
2020年9月10日付で、神戸山口組は五代目山健組中田浩司組長を除籍処分した。
2021年9月、五代目山健組が六代目山口組に帰参。勾留中の中田浩司組長が六代目山口組幹部に就任。
2024年10月31日、神戸地方裁判所（丸田顕裁判長）は中田浩司組長に無罪判決を言い渡した。同日、中田浩司組長は神戸拘置所から釈放された。
2025年1月24日、中田浩司組長が六代目山口組執行部会で六代目山口組若頭補佐に昇格。
2025年1月25日、司忍六代目誕生日会に中田浩司組長が出席。

### 井上邦雄組長自宅差し押さえ
2025年1月下旬に神戸地方裁判所は井上邦雄組長の自宅（神戸市北区の土地と建物）を差し押さえた。井上邦雄組長側は民事訴訟の判決を不服として、最高裁判所に上告を受理するよう求めているが、判決が確定したあと支払いがないまま手続きが進めば、自宅から強制退去の上、神戸地方裁判所が入札を行うとみられる。神戸山口組宅見組系組長（当時）による暴力団の威力を利用した資金獲得行為と認定されたことから連帯を問われたもので、入江禎組長（当時 神戸山口組副組長）も連帯を問われ2025年2月に自宅（豊中市の土地と建物）を差し押さえられた。

### 六代目山口組が抗争終結宣言
2025年3月に稲川会の幹部が六代目山口組と神戸山口組の抗争を終わらせるための『連判状』を作成するために全国の組織を回り、4月に関東の主だった団体が同意し、稲川会と住吉会が要望として六代目山口組側に手渡した。
2025年4月7日、兵庫県警本部を六代目山口組の森尾卯太男本部長、津田力若頭補佐、安東美樹若頭補佐の3人が訪問し、井上邦雄組長らの名前を挙げ、「全国の任侠団体の申し出により山口組は抗争を終結する事にした」「今後一切揉めごとを起こさない」「一般の市民にはご迷惑お掛けしました」という内容の誓約書を六代目山口組森尾卯太男本部長が読みあげて、六代目山口組の高山清司若頭と執行部一同の総意であることも明言し提出した。

## 事件
2017年6月6日、知人女性と共謀し、2013年11月に知人名義で携帯電話の機種変更契約を申し込んで携帯電話1台を詐取したとして、詐欺容疑で兵庫県警に逮捕された。兵庫県警は7日、井上を神戸地方検察庁に送検した。また、神戸山口組の本部などを詐欺容疑で家宅捜索した。

さらに同年6月16日、会津小鉄会組員に集団暴行により軽傷を負わせたとして、任俠団体山口組組員など5人とともに傷害容疑で京都府警察に逮捕された。なお、翌月7月7日、傷害事件について井上は処分保留となり釈放された。
組長宅襲撃事件
2022年6月5日午後2時20分ごろ、井上組長自宅の門扉などにリボルバーで17発撃ち込む発砲事件が発生した。周辺には複数の薬きょうも落ちていた。井上組長自宅付近で警戒に当たっていた兵庫県神戸北警察署員が発砲音に気付いて110番した。通報の3分後、近くの交番に出頭した岐阜県岐阜市に住む無職49歳男性（六代目山口組三代目弘道会野内組二代目川合組舎弟）を拳銃1丁を所持した銃砲刀剣類所持等取締法の現行犯で逮捕した。調べに容疑を認めている。2023年5月12日、神戸地方裁判所は懲役10年の判決を言い渡した。公判で男は、「井上組長を引退させ、抗争を早く終わらせたかった」と犯行の動機について明かした。
2023年6月29日、神戸北警察署は放火予備の現行犯で、愛知県知多市に住む六代目山口組系組員49歳男性（六代目山口組二代目竹中組二代目篠原会幹部）を逮捕した。逮捕容疑は29日午前11時20分ごろ、井上組長自宅にガソリンのような液体をまいて、火を付けようとした疑い。同署によると、調べに容疑を認めている。2023年11月6日、神戸地方裁判所（金川誠裁判官）で判決公判があり、懲役2年（求刑懲役2年6月）を言い渡した。公判で男は「相手をびびらせ、抗争を早く終わらせようと思った」と主張した。
2025年1月29日午後6時40分頃、井上組長自宅敷地内で出火した。出火直後に敷地内から出て来た静岡県浜松市に住む75歳無職男性（六代目山口組國領屋一家元幹部、六代目山口組國領屋一家八代目霊岸島桝屋服部会元組長とも）が警察官に拳銃のようなものを向けたとして、公務執行妨害の現行犯で逮捕された。井上組長自宅敷地内の2台（乗用車と軽自動車）とフェンスなどが焼損した。2025年1月31日、兵庫県警暴力団対策課と神戸北警察署は銃刀法違反（所持）の疑いで再逮捕した。調べに容疑を認めている。2025年2月21日、神戸地方検察庁は浜松市の75歳無職男性を銃刀法違反（所持）の罪で起訴した。起訴状などによると、2025年1月19日午後6時半ごろ、井上組長宅敷地内で、回転弾倉式の拳銃1丁を所持。神戸地方検察庁は男の認否を明らかにしていない。神戸地方検察庁は、浜松市の無職男性75歳が拳銃のようなものを警察官に向けたとする公務執行妨害について不起訴処分とした。理由は明らかにしていない。2025年3月3日、兵庫県警は、神戸山口組井上邦雄組長宅に放火したなどとして浜松市の75歳無職男性を現住建造物等放火などの疑いで再逮捕した。同署によると、調べに容疑を認めている。2025年3月24日、浜松市の無職男性75歳は、銃弾20発を所持して組長宅に侵入した疑いがある、拳銃は発射が可能な状態だった、確保された際に回転式拳銃と銃弾19発を所持、井上組長宅敷地内から未使用の銃弾1発が見つかった、銃弾を鑑定した結果、一部を発射可能な実弾と確認した、と報じられた。建造物等以外放火、住居侵入罪の罪で逮捕、起訴されているが、2025年3月、適合する銃弾所持により銃刀法違反（拳銃所持）から銃刀法違反（加重所持、実砲所持の罪など）への訴因変更が神戸地方裁判所に請求されている。2025年6月6日、建造物等以外放火と銃刀法違反（加重所持、実包所持）などの罪に問われた75歳無職男（浜松市）の初公判が神戸地方裁判所（大西直樹裁判長）であり、男はおおむね起訴内容を認め、一部無罪を主張した。2025年7月16日、神戸地方裁判所で公判が開かれ、75歳無職男（浜松市）は六代目山口組系暴力団にかつて所属していたが、脱退済みであり、今回の事件は「自身の判断で行った」とした。
2025年4月7日午後1時、兵庫県警本部を六代目山口組の森尾卯太男本部長、津田力若頭補佐、安東美樹若頭補佐の3人が訪問し、以下の宣誓文を提出し、六代目山口組側は抗争終結を宣言した。「この度は全国の任侠団体の申し出により山口組は処分者の井上、入江、池田、岡本、宮下との抗争を終結する事にしました。尚、山健組処分者の織田とも今後一切揉める事はしません。一般の市民にはご迷惑お掛けしました。高山清司 執行部一同」。

## 金融制裁指定
2016年12月30日、アメリカ財務省外国資産管理室（OFAC）は、井上を国外の著しい犯罪組織とその支持者であると認定し、国際緊急経済権限法・大統領令13581号に基づき金融制裁の対象に加えたと発表した。
OFACは、麻薬密輸や資金洗浄などを通して暴力団関係者の世界的な非合法的活動を支援していると指摘し、アメリカ合衆国の司法権が及ぶ範囲の資産凍結、さらにアメリカ人との取引を禁止する制裁対象とした。